# Die stumme Serenade
Die stumme Serenade (op. 36) wurde von Erich Wolfgang Korngold in den Jahren 1946 bis 1950 als abendfüllende Oper komponiert. Das Stück wurde von Korngold selbst als „musikalische Komödie“ bezeichnet und bildet eines der Glanzstücke in Korngolds Schaffen, das sich mit Bühnenwerken, Filmmusiken, Klavier- und Kammermusik in unterschiedlichsten Genres bewegt und durch das Idiom des frühen 20. Jahrhunderts gekennzeichnet ist. Konzipiert zunächst für den Broadway in englischer Sprache, fand dann die szenische Uraufführung der deutschen Version 1954 am Theater Dortmund statt; konzertant wurde das Stück bereits 1951 für Radio Wien gegeben. Nach der Premiere gingen die Meinungen über das Werk bei Kritikern und Publikum auseinander. Die Zuschauer waren begeistert, doch die Kritiker verrissen es. Erst 2007 kam es wieder zu einer Aufführung des Werks.
Das Werk ist weder Oper noch musikalische Komödie, sondern eigentlich eine späte Operette, die mit ihren Tänzen und Jazz-Einschüben der Berliner Operette zugerechnet werden kann.
Die Bühnenfassung ist in ein Vorspiel, sechs Bilder und vier Zwischenspiele gegliedert.
Das Werk ist konzipiert für jeweils acht Sänger und Schauspieler. Das Textbuch zu den die musikalischen Nummern verbindenden Sprechtexten stammt von Victor Clement; im Klavierauszug wird des Weiteren auf die deutsche Einrichtung von Raoul Auernheimer verwiesen. Die Texte für die Musiknummern stammen aus der Feder von Bert Reisfeld und Korngold selbst.
Ungewöhnlich für eine Oper produzierte die „Stumme Serenade“ in der Zeit regelrechte Hits wie „Luise, Luise, du hast etwas“ und „Ich geh mit dir ans End der Welt“.

## Handlung
Eines Nachts wird in die Villa der berühmten Schauspielerin Silvia Lombardi eingebrochen. Ein Mann steht an ihrem Bett und versucht sie zu küssen. Als Silvia erwacht und nach Hilfe ruft, ist der Täter verschwunden. Gleichzeitig dringt ein Attentäter in das Schlafzimmer ihres Verlobten, des Ministerpräsidenten Lugarini ein und platziert eine Bombe unter seinem Bett.
Es herrscht große Aufregung in Neapel (auf „Frauenraub“ steht in Neapel 1820 die Todesstrafe) und man vermutet hinter beiden Verbrechen denselben Täter. Bei seinen Ermittlungen wird der Polizeiminister Caretto auf den berühmten Schneider Andrea Coclé aufmerksam. Dieser ist der Designer von Silvia und offensichtlich verliebt in seine Kundin. Caretto verhaftet auf seinen Verdacht hin Andrea.
Der Reporter Sam Borzalino ist dabei über diese Verhaftung einen Artikel zu verfassen und lernt Luise kennen, welche die erste Probierdame in Andrea Coclés Salon ist. Beide beginnen eine Affäre.
Andrea Coclé gibt im Verhör zu, in Silvias Garten eingedrungen zu sein, um ihr dort eine Serenade darzubringen. Da niemand das Lied gehört hat, sagt Andrea, das Lied wäre seiner Seele entsprungen und somit eine „stumme Serenade“ gewesen. Mit dem versuchten Attentat auf den Ministerpräsidenten habe er aber nichts zu tun.
Ministerpräsident Lugarini verlangt vom Polizeiminister Caretto, den Attentäter ausfindig zu machen und festzunehmen: Sollte das noch vor Ende des Tages nicht geschehen sein, droht er Caretto mit dem Verlust seines Postens. Caretto ist verzweifelt. Genau in dem Moment bringt Pater Orsenigo die Nachricht, dass der König von Neapel zu seinem 80. Geburtstag einen Verurteilten begnadigen wolle. Caretto kommt auf eine Idee: Andrea solle neben dem Einbruch in die Villa der Silvia Lombardi auch das Attentat auf Lucarini gestehen und der König würde ihn begnadigen. Coclé lässt sich auf den Deal ein.
Vor Gericht gesteht Coclé die Verbrechen, obwohl seine Geschäftsführerin Laura (heimlich verliebt in ihren Chef) versucht ihn mit einem falschen Alibi zu retten. Der Vorsitzende verurteilt ihn zum Tode durch den Strang. Sam ist als Gerichtsreporter anwesend und schockiert, als dem Verurteilten auch noch die Kosten des Prozesses angelastet werden.
Doch das Schicksal will es anders. Der König stirbt über Nacht, und zu einer Begnadigung anlässlich seines 80. Geburtstags kann es nicht mehr kommen. Caretto, der den Plan von Pater Orsenigo kennt und gut heißt, ist entsetzt. Doch vor der Hinrichtung soll Andrea Coclé ein letzter Wunsch erfüllt werden. Er wünscht sich ein Abendessen mit Silvia Lombardi. Bei diesem Diner verlieben sich beide unsterblich ineinander.
Nun spielt erneut das Schicksal eine wichtige Rolle. Das Volk von Neapel liebt den Schneider Coclé und stürzt in einer Revolution den verhassten Ministerpräsidenten. Als neuen Regierungschef setzt es Andrea ein, standesgemäß kann er nun Silvia heiraten. Luise kommt als „alte“ Kollegin Andreas in den Regierungspalast, um für ihren Verlobten Sam eine feste Stellung zu erbitten, damit auch sie heiraten können. Andrea macht Sam zum Pressechef, der aus Freude darüber in Ohnmacht fällt.
Andrea fühlt sich nicht wirklich bereit zu regieren und so tritt zum dritten Mal das Schicksal auf den Plan. Der wahre Attentäter Carlo Marcellini meldet sich stolz bei Andrea und beansprucht den Regierungssessel für sich. Andrea Coclé ist sehr glücklich, ihm den Platz zu überlassen, und sein kurzes Abenteuer in der Politik ist beendet.

## Aufführungen

### Uraufführung
10. November 1954 Uraufführung an den städtischen Bühnen Dortmund. Die Premierenbesetzung ist nicht mehr bekannt.
Danach gelangte das Stück für 53 Jahre an keiner Bühne je wieder zu einer Aufführung.

### Wiederaufführung 2007

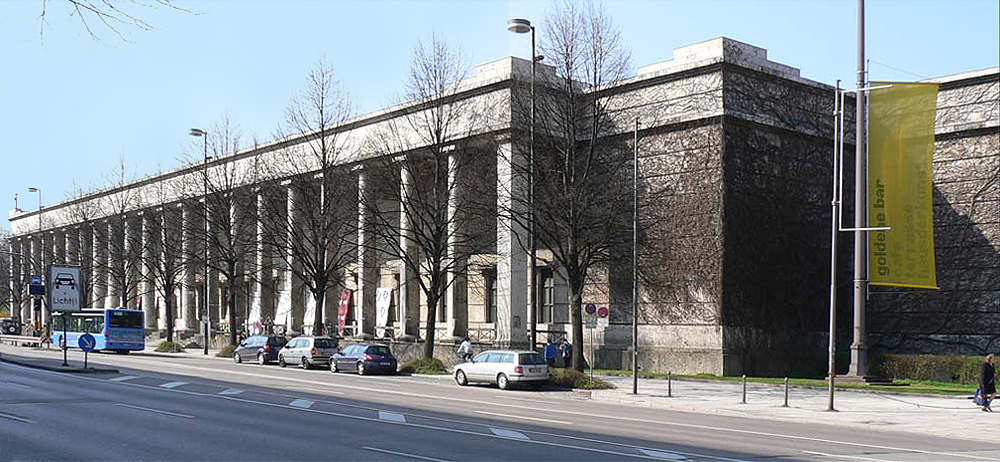
Haus der Kunst in München

Zum 50. Todestag von Erich Wolfgang Korngold brachte das Bayerische Staatsschauspiel in Zusammenarbeit mit der Hochschule für Musik und Theater München „Die stumme Serenade“ wieder auf die Bühne: im Theater im Haus der Kunst in München. Die Premiere fand am 12. Mai 2007 statt. Der Aufführungsort war 70 Jahre zuvor Schauplatz der nationalsozialistischen Propaganda-Veranstaltung „Die Große Deutsche Kunstausstellung“ und bildete somit einen bewussten Kontrapunkt zur Biographie Korngolds, der von den Nazis der Kategorie der „entarteten“ Künstler zugeordnet wurde und ins amerikanische Exil gehen musste. Dirigent war Professor Philipp Vogler, die szenische Leitung hatte Nico Trees.
Die Münchner Besetzung des Jahres 2007 ist die erste vollständig bekannte Bühnenbesetzung dieses Werkes:
| Andrea Coclé       | Christian Sturm                                                        |
| Silvia Lombardi    | Brigitte Bayer                                                         |
| Luise              | Johanna Maria Zeitler                                                  |
| Sam Borzalino      | Anton Leiss-Huber                                                      |
| Caretto            | Max Lika                                                               |
| 1.Probierdame      | Yan Ping Tu                                                            |
| 2.Probierdame      | Susanne Drexl                                                          |
| 3.Probierdame      | Susanne Steinle                                                        |
| Bettina            | Kathrin Anna Stahl                                                     |
| Laura              | Cathrin Kagermaier                                                     |
| Benedetto Lugarini | Benjamin Hakim Belmedjahed                                             |
| sein Diener        | Franck Schindler / Stefan Mühlbauer                                    |
| Pater Orsenigo     | Steffen Wolf                                                           |
| Der Vorsitzende    | Steffen Wolf                                                           |
| Ein Offizier       | Franck Schindler / Stefan Mühlbauer                                    |
| Carlo Marcellini   | Benjamin Hakim Belmedjahed                                             |
| ein Page           | Katrin Hermann                                                         |
| Tänzer             | Elena Pankova / Claudia Meyer-Rassow / Raphael Peter / Dimitri Katunin |

### Weitere Produktionen
2009 wurde Die stumme Serenade zweimal inszeniert: im Februar/März in der Lokremise in St. Gallen (als Koproduktion des Theaters St. Gallen mit der Musikschule St. Gallen und damit die Schweizer Erstaufführung), sowie in Freiburg im Breisgau als Produktion der Young Opera Company im Freiburger E-Werk.
2014 wurde das Stück als niederländische Erstaufführung beim NJO Muziekzomer Arnhem mit der Dutch National Opera Academy inszeniert. Diese Produktion war anschließend im Berliner Admiralspalast zu sehen.
Eine weitere Produktion hatte im Februar 2017 am Landestheater Coburg Premiere. Sie wurde mit dem Operettenpreis des Bayerischen Rundfunks, dem BR-Klassik „Frosch Award 2017“ ausgezeichnet.
Im September 2021 feierte eine Neuproduktion am Schleswig-Holsteinisches Landestheater Premiere.
Die österreichische szenische Erstaufführung fand am 5. Juni 2023 in einer Produktion des MusikTheaters an der Wien in der Wiener Kammeroper statt.

## Orchestrierung
Das Stück ist für ein Kammerorchester eingerichtet. Zu dessen Besetzung:
- zwei Klaviere (das erste spielt auch Celesta)
- zwei Violinen
- ein Violoncello
- eine Flöte
- eine Klarinette (spielt auch Tenorsaxophon)
- Schlagwerk: Pauken, Glockenspiel, Xylophon, Vibraphon, Triangel, kleine Trommel, Tamburin, große Trommel, Becken, Gong
- eine Trompete links der Szene

## Aufnahmen
Die auf ca. 100 Minuten gekürzte Aufnahme aus dem Archiv des ORF unter der Leitung des Komponisten wurde 2011 von der Firma Line Music auf ihrem Label „cantus classics“ (CACD 5.01371) veröffentlicht. Besetzung: Hilde Ceska (Silvia), Fred Liewehr (Andrea Cocle), Egon von Jordan (Benedetto), Rosl Schwaiger (Luise), Franz Böheim (Borzalino), Kurt Preger (Caretto), Susi Witt (Geschäftsführerin), Liane Synek, Tonja Sontis, Hansi Schenk (Probierdamen), Felix Dombrowsky (Carlo Marcellini), Herbert Hauk (Pater).
Eine Aufnahme der Produktion der Young Opera Company wurde auf dem Label cpo veröffentlicht (CPO: 777485-2).